# 剣熊村
剣熊村（けんくまむら）は、滋賀県高島郡にあった村。現在の高島市の北東端、知内川の中・上流域にあたる。

## 地理
- 山岳：乗鞍岳
- 河川：知内川

## 歴史
- 1889年（明治22年）4月1日 - 町村制の施行により、小荒路村・野口村・在原村・浦村・山中村・下村の区域をもって発足。
- 1955年（昭和30年）1月1日 - 海津村・西庄村・百瀬村と合併してマキノ町が発足。同日剣熊村廃止。

## 交通

### 道路
- 国道161号